# Eridj
Eridj (auch: Eded, Ereeru To, Erēru-tō) ist eine Insel des Ailinglaplap-Atolls in der Ralik-Kette im ozeanischen Staat der Marshallinseln (RMI).

## Geographie
Das Motu liegt im östlichen Riffsaum des Atolls zwischen Enggain im Süden und einem langgezogenen, namenlosen Motu im Norden. Das Motu selbst liegt nördlich der Rapurapu Passage (Lapalap Passage, Rapurapu-Suido). Das nächste namhafte Motu im Norden ist Jeh.

## Klima
Das Klima ist tropisch heiß, wird jedoch von ständig wehenden Winden gemäßigt. Ebenso wie die anderen Orte der Ailinglaplap-Gruppe wird Eridj gelegentlich von Zyklonen heimgesucht.